# Adlam (Schrift)

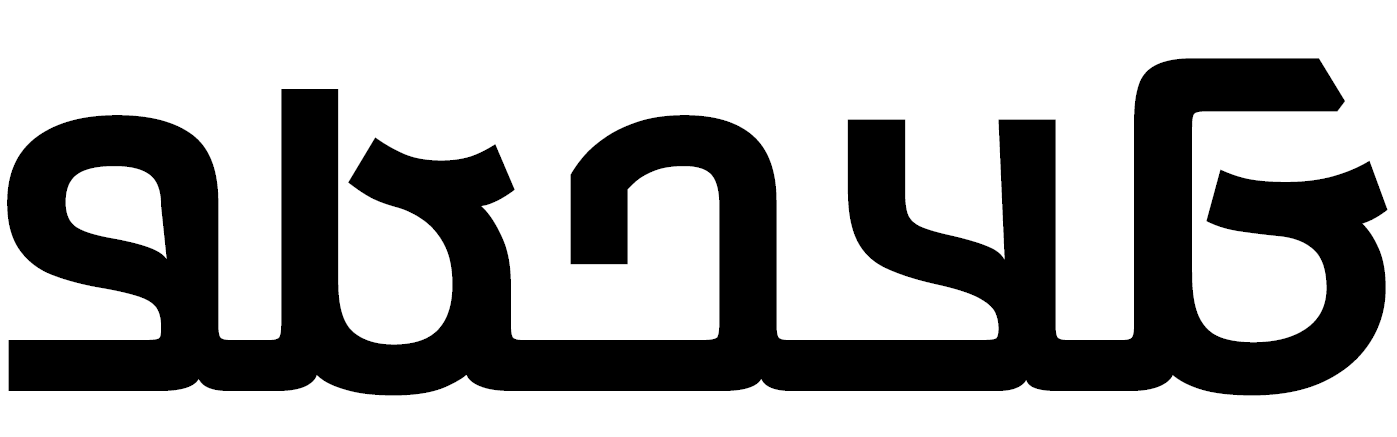
Adlam in Adlam-Schrift

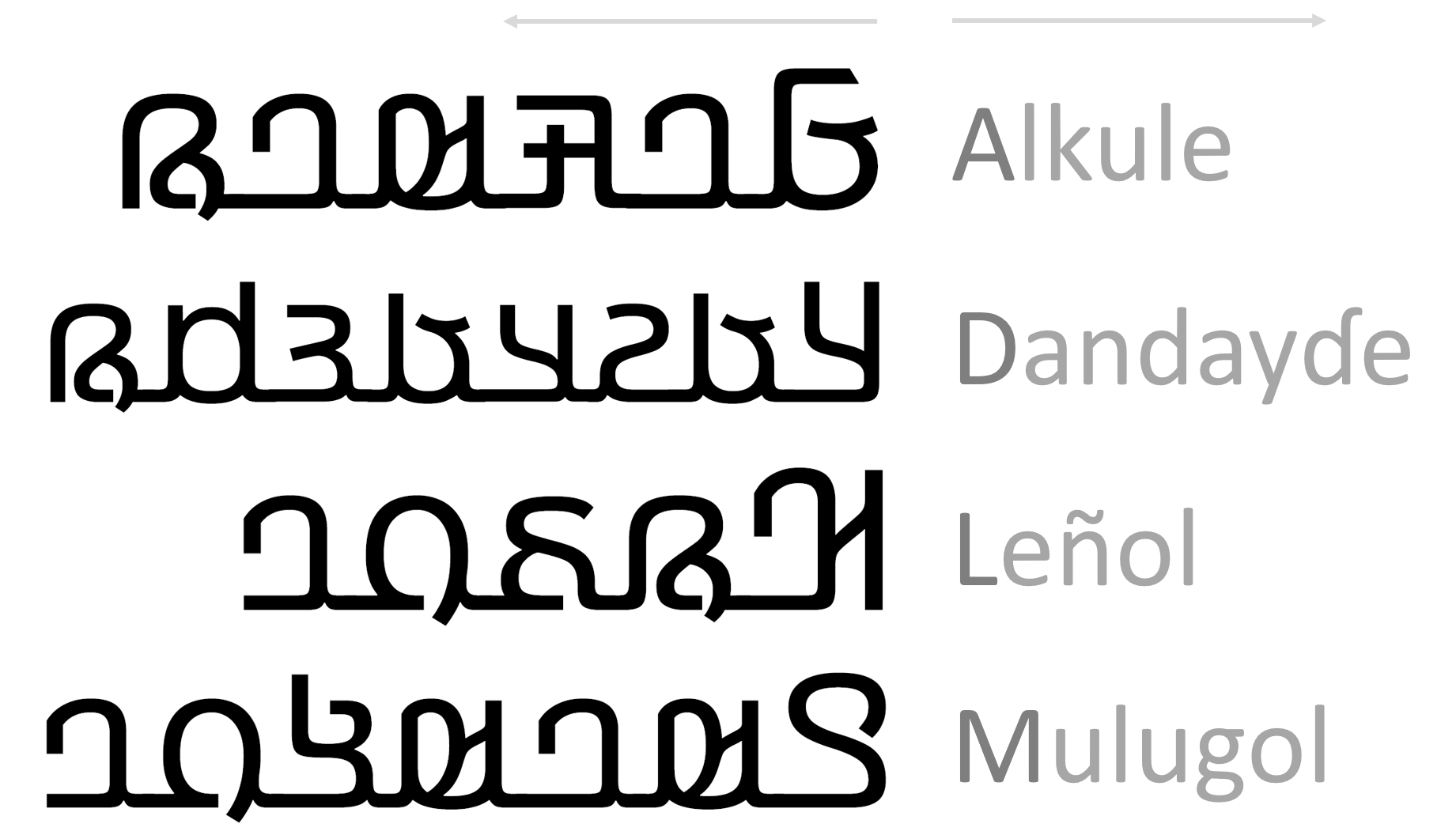
ADLaM

Adlam ist ein Alphabet mit 28 Buchstaben, das 1989 in Guinea erfunden wurde, um die Sprache Fulani zu schreiben.
Der Name ADLaM ist ein Akronym aus den ersten vier Buchstaben des Alphabets (A, D, L, M). Er steht für Alkule Dandayɗe Leñol Mulugol (𞤀𞤤𞤳𞤵𞤤𞤫 𞤁𞤢𞤲𞤣𞤢𞤴𞤯𞤫 𞤂𞤫𞤻𞤮𞤤 𞤃𞤵𞤤𞤵𞤺𞤮𞤤), was so viel bedeutet wie „das Alphabet, das das Volk vor dem Verschwinden schützt“.

## Erfindung

Verbreitung des Fulani in Westafrika

Zwei Brüder aus Guinea, Abdoulaye und Ibrahima Barry, damals 10 und 14 Jahre alt, erfanden das Alphabet im Jahr 1989. Zu dieser Zeit wurde ihre Muttersprache Fulani (auch Pular oder Fulfulde genannt) von mehreren Millionen Sprechern des Fulani-Volkes, das weit über Westafrika verstreut ist, gesprochen, hatte aber keine eigene Schrift. Zum Schreiben verwendeten die Fulbe häufig das arabische Alphabet. Das lateinische Alphabet wurde erstmals 1921 vom African International Institute (AIA) verwendet, um afrikanische Sprachen zu transkribieren. 1966 wurde unter der Schirmherrschaft der UNESCO an der Vereinheitlichung der Transkription einiger afrikanischer Sprachen, darunter Fulani, gearbeitet und eine auf dem lateinischen Alphabet basierende Umschrift festgelegt. Dieses lateinische Alphabet wurde von mehreren Staaten, in denen Fulani gesprochen wird, und von der Afrikanischen Union offiziell anerkannt.
Der Vater von Abdoulaye und Ibrahima wurde aufgrund seiner Arabischkenntnisse oft von Freunden oder Verwandten gebeten, Briefe zu entziffern. Seine Söhne halfen ihm bei der schwierigen Aufgabe, den Text zu rekonstruieren, der in einer Schrift notiert war, deren Zeichen nicht den Fulani-Lauten entsprachen. Angesichts der Schwierigkeiten fragte Abdoulaye Barry seinen Vater, warum die Fulbe kein eigenes Schriftsystem hätten, und beschloss daraufhin, selbst eines zu entwickeln.
Die beiden Brüder zeichneten willkürliche Formen auf Papier und schlossen die Augen. Wenn sie die Augen wieder öffneten, wählten sie Zeichen aus, die ihnen gefiel, und entschieden, welchen Fulani-Laut sie damit verbinden wollten. So entstand ein Alphabet mit 28 Buchstaben und 10 weiteren Zeichen für die Zahlen. Später fügten sie sechs weitere Buchstaben hinzu, um ihr Alphabet für andere verwandte afrikanische Sprachen anzupassen und um entlehnte Wörter zu transkribieren.

## Buchstaben
Adlam ist eine Schrift mit Groß- und Kleinbuchstaben.
| Versalien                                     | Minuskeln | Lateinbuchstaben | Arabisch | Buchstabenname | IPA |
| --------------------------------------------- | --------- | ---------------- | -------- | -------------- | --- |
| 𞤀                                             | 𞤢         | a                | ا        | a              | a   |
| 𞤁                                             | 𞤣         | d                | د        | da             | d   |
| 𞤂                                             | 𞤤         | l                | ل        | la             | l   |
| 𞤃                                             | 𞤥         | m                | م        | ma             | m   |
| 𞤄                                             | 𞤦         | b                | ب        | ba             | b   |
| 𞤅                                             | 𞤧         | s                | س        | sa             | s   |
| 𞤆                                             | 𞤨         | p                |          | pa             | p   |
| 𞤇                                             | 𞤩         | ɓ (bh)           |          | bha            | ɓ   |
| 𞤈                                             | 𞤪         | r                | ر        | ra             | r/ɾ |
| 𞤉                                             | 𞤫         | e                |          | è              | e   |
| 𞤊                                             | 𞤬         | f                | ف        | fa             | f   |
| 𞤋                                             | 𞤭         | i                |          | i              | i   |
| 𞤌                                             | 𞤮         | o                |          | ö              | ɔ   |
| 𞤍                                             | 𞤯         | ɗ (dh)           |          | dha            | ɗ   |
| 𞤎                                             | 𞤰         | ƴ (yh)           |          | yha            | ʔʲ  |
| 𞤏                                             | 𞤱         | w                | و        | wâ             | w   |
| 𞤐                                             | 𞤲         | n                | ن        | na             | n   |
| 𞤑                                             | 𞤳         | k                | ك        | ka             | k   |
| 𞤒                                             | 𞤴         | y                | ي        | ya             | j   |
| 𞤓                                             | 𞤵         | u                |          | ou             | u   |
| 𞤔                                             | 𞤶         | j                | ج        | dja            | dʒ  |
| 𞤕                                             | 𞤷         | c                |          | tcha           | tʃ  |
| 𞤖                                             | 𞤸         | h                | ح        | ha             | h   |
| 𞤗                                             | 𞤹         | ɠ (q)            | ق        | gha            | q   |
| 𞤘                                             | 𞤺         | g                |          | ga             | ɡ   |
| 𞤙                                             | 𞤻         | ñ (ny)           |          | gna            | ɲ   |
| 𞤚                                             | 𞤼         | t                | ت        | ta             | t   |
| 𞤛                                             | 𞤽         | ŋ (nh)           |          | nha            | ŋ   |
| Ergänzungen für Fremdsprachen und Fremdwörter |           |                  |          |                |     |
| 𞤜                                             | 𞤾         | v                |          | va             | v   |
| 𞤝                                             | 𞤿         | x (kh)           | خ        | kha            | x   |
| 𞤞                                             | 𞥀         | ɡb               |          | gbe            | ɡ͡b  |
| 𞤟                                             | 𞥁         | z                | ذ        | zal            | z   |
| 𞤠                                             | 𞥂         | kp               |          | kpo            | k͡p  |
| 𞤡                                             | 𞥃         | sh               | ش        | sha            | ʃ   |

## Ziffern
Anders als in der arabischen Schrift laufen die Adlam-Ziffern in der gleichen Richtung (von rechts nach links) wie die Buchstaben, wie in der N'Ko-Schrift.
| Adlam-Ziffern | arabische Ziffern |
| ------------- | ----------------- |
| 𞥐             | 0                 |
| 𞥑             | 1                 |
| 𞥒             | 2                 |
| 𞥓             | 3                 |
| 𞥔             | 4                 |
| 𞥕             | 5                 |
| 𞥖             | 6                 |
| 𞥗             | 7                 |
| 𞥘             | 8                 |
| 𞥙             | 9                 |